# Рахов
Рахов или Рахиу (на украински: Рáхів; на русински: Рáхoвo; на унгарски: Rahó; на румънски: Rahău; на чешки: Rachovo, Rahovo, Rahov; на идиш: ראחוב(Рахев, Рахив), на словашки: Rachov; на немски: Rachiw; на полски: Rachów) е град в Украйна, административен център на Раховски район, Закарпатска област.
По време на Първата световна война, професор Томаш Гариг Масаpик остана там през 1917 - 1918, като паметна табела в хотел Украйна отбелязва.
Към 1 януари 2011 година населението на града е 15 137 души.

## История
За пръв път селището е споменато през 1447 година, през 1958 година получава статут на град.